# Aucklandovy ostrovy
Aucklandovy ostrovy, též Aucklandské ostrovy, (anglicky Auckland Islands, maorsky Maungahuka, maorsky Motu Maha) jsou neobydleným souostrovím tvořeným skupinou sopečných ostrovů ležících poblíž Nového Zélandu, pod jehož administrativní správu patří.

## Situace

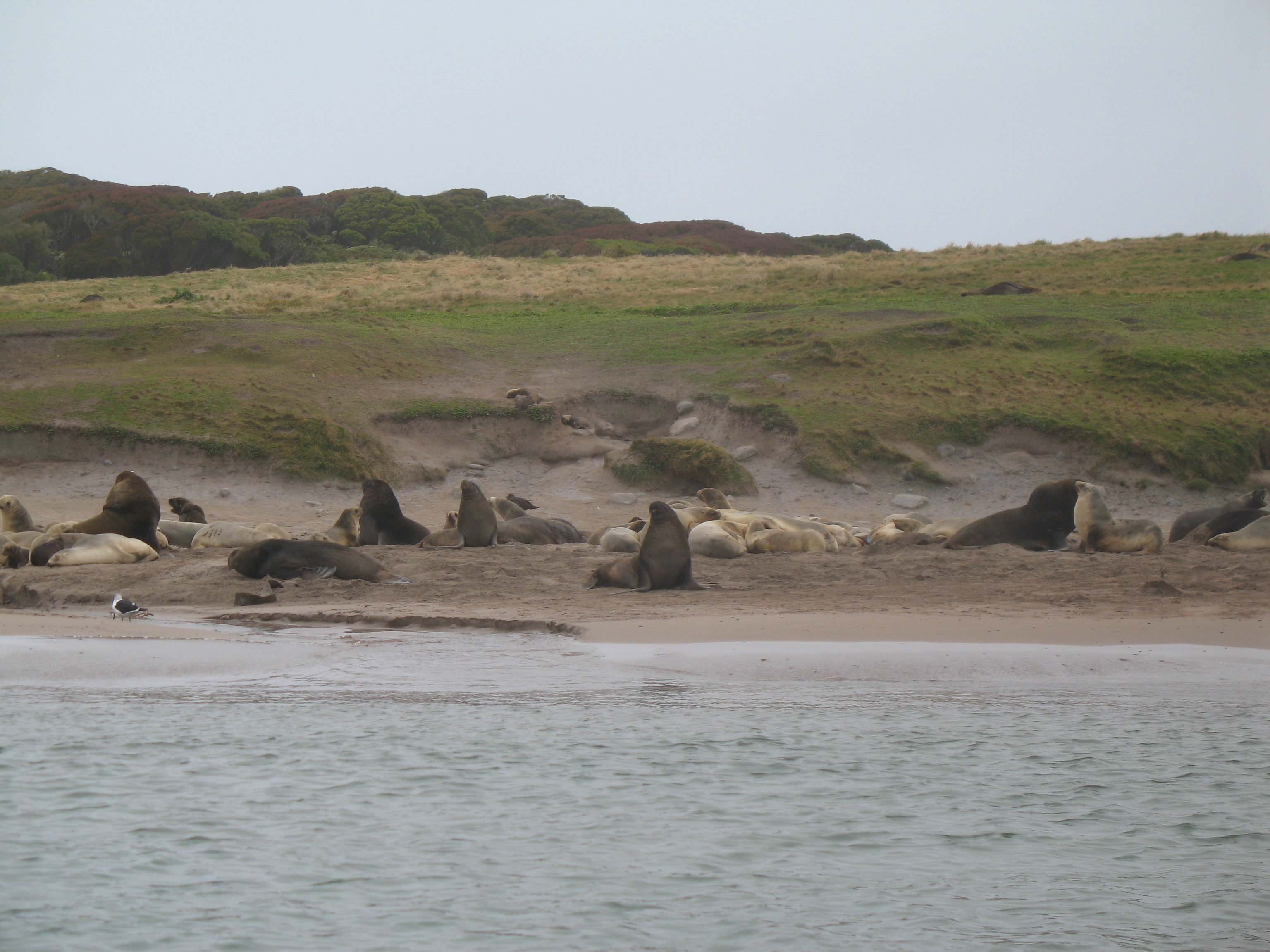
Lachtani na ostrově Enderby Island

Souostroví se nachází v subantarktické části jižního Tichého oceánu, asi ve vzdálenosti 460 km jižněji od Nového Zélandu. Je tvořeno největším Aucklandovým ostrovem (Auckland Island, 510 km²), pak Adamsovým ostrovem (Adams Island, 100 km²), malými ostrovy jako Enderbyův ostrov (Enderby Island, 7 km²) a ostrov Zklamání (Disappointment Island, 4 km²) a několika drobnými ostrůvky např.: Ewing Island, Rose Island, Dundas Island, Green Island, Masked Island. Souostroví se rozkládá mezi 50° 30' a 50° 55' jižní zeměpisné šířky a 165° 50' a 166° 20' východní zeměpisné délky.
Ostrovy se nacházejí v místech střetu Pacifické a Australské tektonické desky, vznikly následkem horotvorných procesů před 40 až 100 miliony let. Ostrovům dominují již nečinné, erodované pliocenní sopky, nejvyšším místem souostroví je Mount Dick vysoký 705 m na Adamsově ostrově. Západní pobřeží největších ostrovů (Aucklandova a Adamsova) jsou strmá a spadají přímo k mořské hladině, východní pobřeží je poznamenáno účinky zalednění a je rozekláno do pevniny hluboko zasahujícími fjordy a zátokami poskytující chráněná kotviště; ledovce se na ostrovech nedochovaly. Řeky jsou krátké, strmé a na vodu bohaté.
Jsou tam poměrně stabilní teploty, které se pohybují od +5 do +12 °C. Vanou tam však západní studené větry přinášející bohaté dešťové srážky, ročně spadne asi 1200 mm. Okolní vody jsou velmi bouřlivé a obloha je často zachmuřená, prší téměř v 80 % dnů.

## Historie
Ve 13. století byly některé z ostrovů krátce obývány prehistorickými Polynésany, kteří tam, jak potvrzují archeologické nálezy, připluli v rámci tehdejšího rozpínání na vratkých lodích; byly to nejjižnější známé osady Polynésanů. V novodobé historii ostrovy objevil roku 1806 Abraham Bristow, kapitán na velrybářské lodi Oceán a pojmenoval hlavní ostrov po baronu Aucklandovi. Ostrovy dále prozkoumali mořeplavci v roce 1839 Jules Dumont d'Urville a roku 1840 James Clark Ross.
Ostrovy se velice brzy po objevení staly oblíbeným lovištěm tamních lachtanů, kteří tak byli v roce 1830 téměř vyhubeni. Dalších 20 let se pak v okolních vodách lovily velryby. Po roce 1850, když byly i tyto vyhubeny, lovci ostrovy v podstatě opustili. Souostroví bylo pro své nepříznivé povětrnostní podmínky místem častého ztroskotání lodí, a proto byla na ostrovy dovezena prasata, ovce a kozy jako zásoba potravy pro trosečníky. Dostaly se tam také kočky a myši.
V roce 1842 byli na Aucklandův ostrov přivezeni Maorové z Chathamských ostrovů (Chatham Islands), kteří tam přežívali díky lovu tuleňů a rostlině lenovníku (Phormium). Následně byla roku 1850 založena osada Hardwicke, s asi 200 obyvateli, která se měla stát základnou pro lov velryb a zemědělskou činnost. Po dvou a půl letech byla pro neúspěšnost uzavřena a osadníci byli společně s Maory odvezeni na Nový Zéland. V roce 1863 byly Aucklandovy ostrovy administrativně přiřazeny k Novému Zélandu. Za 2. světové války, mezi léty 1941 až 1945, tam byla meteorologická stanice jako součást vojenské pozorovací stanice.

## Flora a fauna
Do počátku 19. století nežili na Aucklandových ostrovech žádní suchozemští savci. Lidským přičiněním se na ostrovy dostala prasata, ovce, kozy, kočky i myši. Tito býložravci, všežravci i šelmy zničili nejen mnoho původní flory, ale likvidovali i hnízdiště ptáků a mláďata lachtanů. V současné době jsou téměř všechna nepůvodní zvířata odlovena a odvezena. Je zajímavé, že tamní zdivočelá prasata žijící v izolovaném prostředí nemají mnohé současné nemoci a jsou proto vhodná pro lékařské výzkumy. Adamsův ostrov a ostrov Zklamání byly těchto zvířat ušetřeny a je tam zcela původní prostředí.

### Rostliny
Druhy rostlin rostoucí na ostrovech jsou většinou rozděleny do pásem podle typu půdy a nadmořské výšky. Bylo zjištěno, že se na ostrovech vyskytuje 233 taxonů rostlin. V oblasti okolo pobřeží rostou nejčastěji byliny, od nadmořské výšky cca 50 m rostou stromy rodu železnec (Metrosideros umbellata), jsou to nejjižněji rostoucí stromy v této oblasti. Výše vyrůstají různé keře jako korálovka, Coprosma foetidissima, Dracophyllum longifolium, Myrsine divaricata a Pseudopanax simplex. Na vlhkých místech roste, sleziník, žebrovice, šáchor, Astelia linearisa, Carpha alpina, Centrolepis ciliata a Oreobolus pectinatus. Ještě výše rostou trsnaté traviny, včetně rodu Chionochloa antarctica tvořící trsy až 1,5 m vysoké. Úplně nahoře se pak daří jen mechorostům a lišejníkům. Ve skalních trhlinách a v suti se objevují Myosotis capitata, Plantago aucklandica a Ranunculus pinguis.
Skoro každý ostrov má nějaké specifika. Třeba na Aucklandově ostrově rostou tři druhy nápadných květin jediného rodu Pleurophyllum criniferum, Pleurophyllum hookeri a Pleurophyllum speciosum a také nejjižněji rostoucí stromová kapradina Cyathea smithii. Enderbyův ostrov má široké plochy porostlé bylinami Bulbinella rossii. Ostrov Zklamání hostí rozsáhlé travnaté plochy a Ewing Island husté porosty rostliny Olearia.

### Zvířena
Aucklandovy ostrovy jsou velice příhodné k hnízdění mořských ptáků i k trvalému životu suchozemských ptáků. To platí především od doby, kdy byla zase odstraněna nepůvodní, zavlečená zvířata. Menší počet prasat, koček a myší zůstal jen na Aucklandově ostrově. Ptactvo se tak může v klidu rozmnožovat i celoročně přežívat. Mimo původní druhy ptáků zde žije i několik druhů dovezených z Evropy.
Vyskytují se hlavně tyto druhy:
- Tučňáci: tučňák chocholatý, tučňák novozélandský, tučňák patagonský, tučňák skalní a tučňák žlutooký.
- Trubkonosí: albatros černobrvý, albatros královský, albatros stěhovavý, albatros světlohřbetý, albatros šedohlavý, buřňák bělobradý, buřňák bělohlavý, buřňák černobílý, buřňák Hallův, buřňák holubí, buřňák hrubozobý, buřňák menší, buřňák obrovský, buřňák světlenohý, buřňák šedohřbetý, buřňák temný, buřňák zavalitý, buřňáček běločelý, buřňáček černobřichý, buřňáček šedobřichý, buřník georgijský a buřník obecný.
- Vrubozobí: čírka aucklandská, husice australská, kachna divoká, kachna pruhohlavá a lžičák australský.
- Dlouhokřídlí: čejka chocholatá, kulík dvoupruhý, kulík pacifický, Bekasina malá, jespák rezavý, Jespák rudokrký, kameňáček pestrý, racek jižní, racek novozélandský, rybák dlouhoocasý, rybák jižní a rybák tasmánský.
- Krátkokřídlí: chřástal aucklandský a chřástal páskovaný.
- Terejové: kormorán aucklandský, kormorán černobílý a terej australský.
- Dravci: ostříž novozélandský.
- Papoušci: kakariki rudočelý a kakariki žlutočelý.
- Kukačky: kukačka dlouhoocasá.
- Pěvci: linduška Anthus novaeseelandiae, lejsčík novozélandský, kruhoočko australopacifické, medosavka novozélandská a tui zpěvný.
- zavlečené druhy: čečetka zimní, drozd zpěvný, kos černý, pěnkava obecná, pěvuška modrá, skřivan polní, stehlík obecný, špaček obecný a vrabec domácí.

Pravidelně tam přicházejí také vyvádět své potomky a pářit se dva druhy lachtanů: lachtan Forsterův a lachtan novozélandský, jehož 70 % roční populace se rodí právě na Aucklandových ostrovech.

## Současnost
Již roku 1934 prohlásila vláda Nového Zélandu Aucklandovy ostrovy za přírodní rezervaci a v roce 1998 byly vyhlášeny za součást Celosvětového dědictví s názvem Novozélandské subantarktické ostrovy. Ostrovy jsou dnes neobydlené a je také zakázán jakýkoliv lov ve 12 mílovém pásmu okolo ostrovů. Bývají organizované pouze občasné „turistické“ zájezdy na pozorování zvířat na Aucklandově a Enderbyově ostrově.

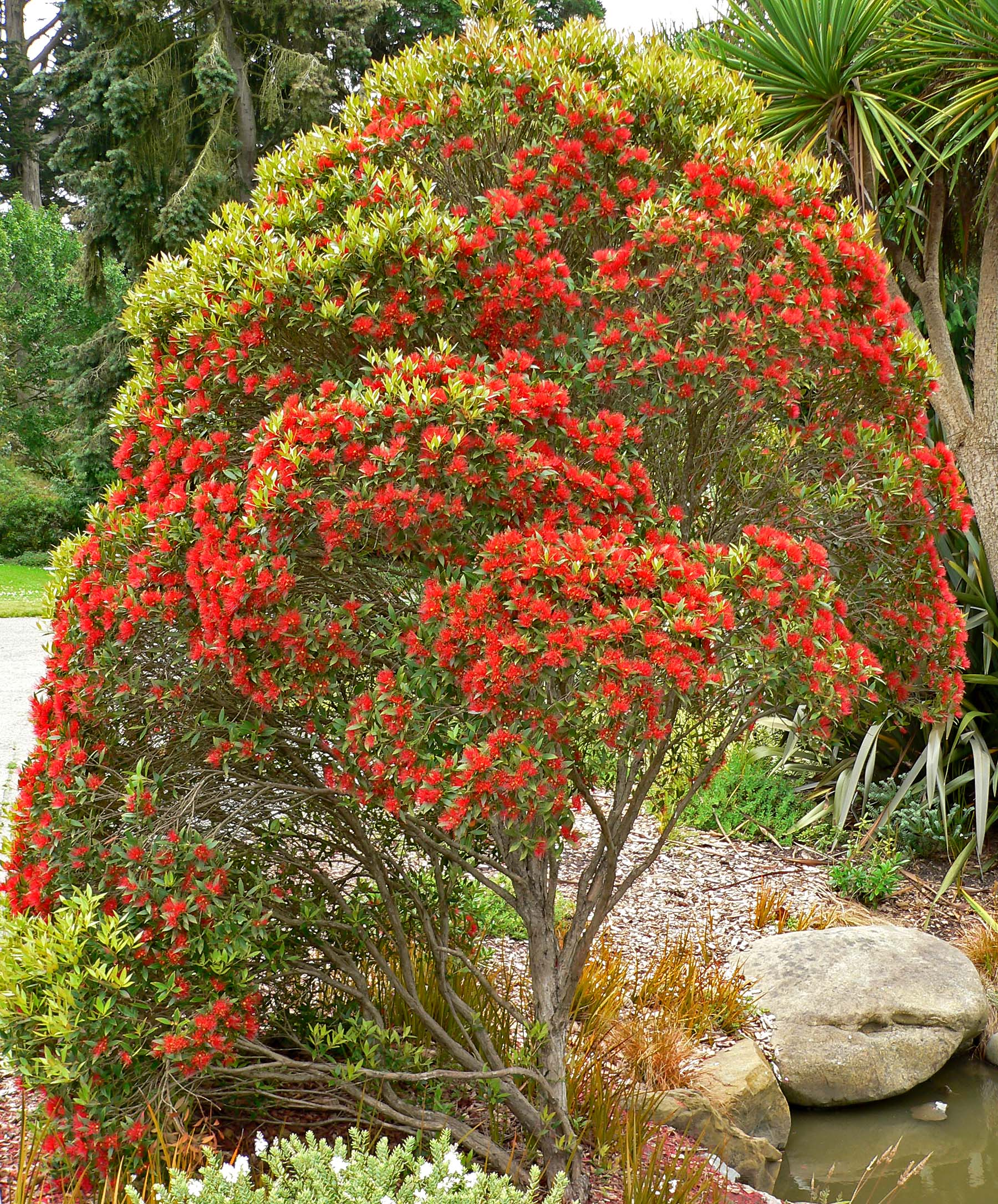
Kvetoucí nejjižněji rostoucí strom železnec
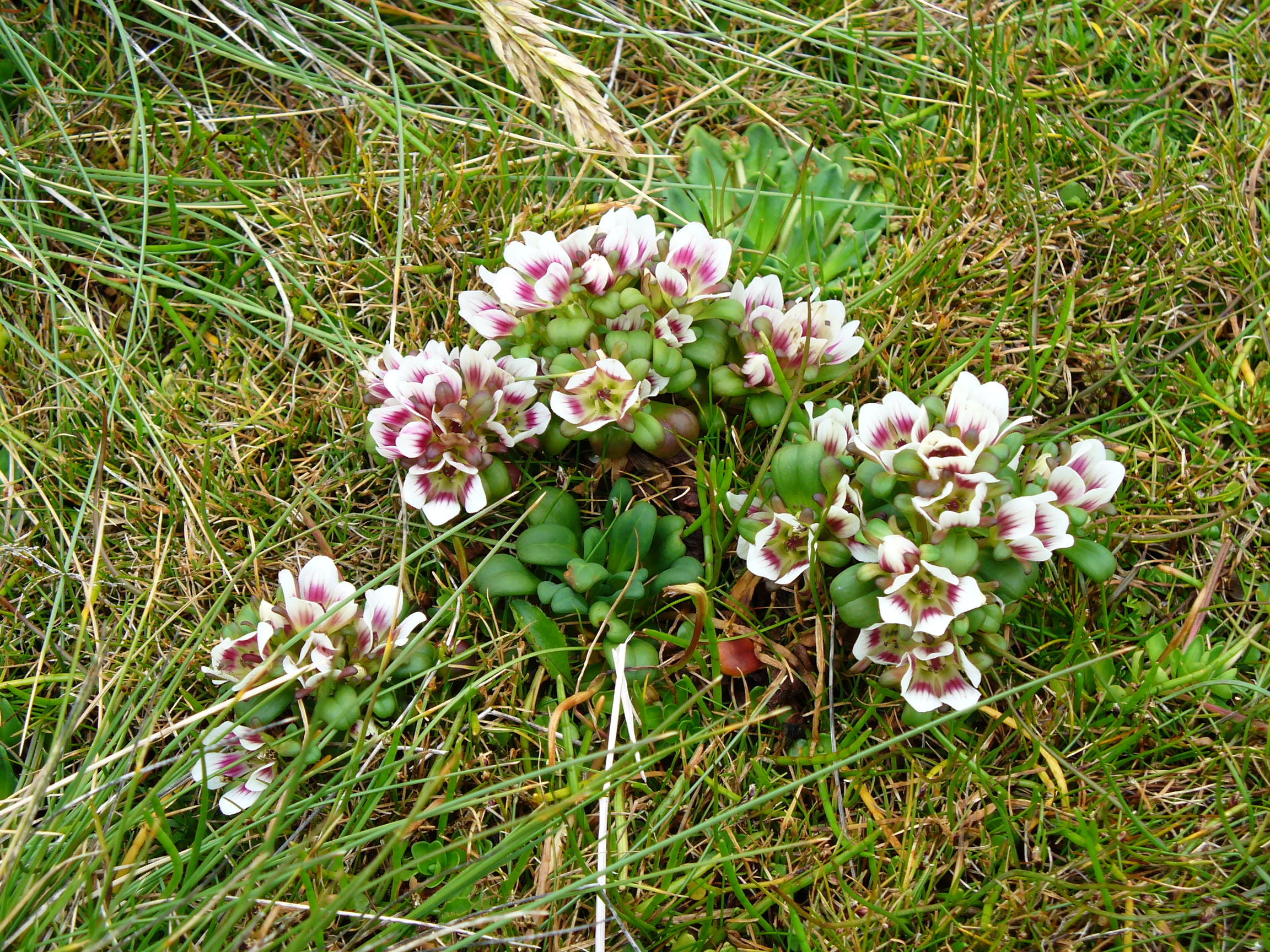
Rozkvetlý tamní hořeček
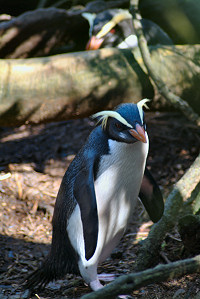
Tučňák novozélandský
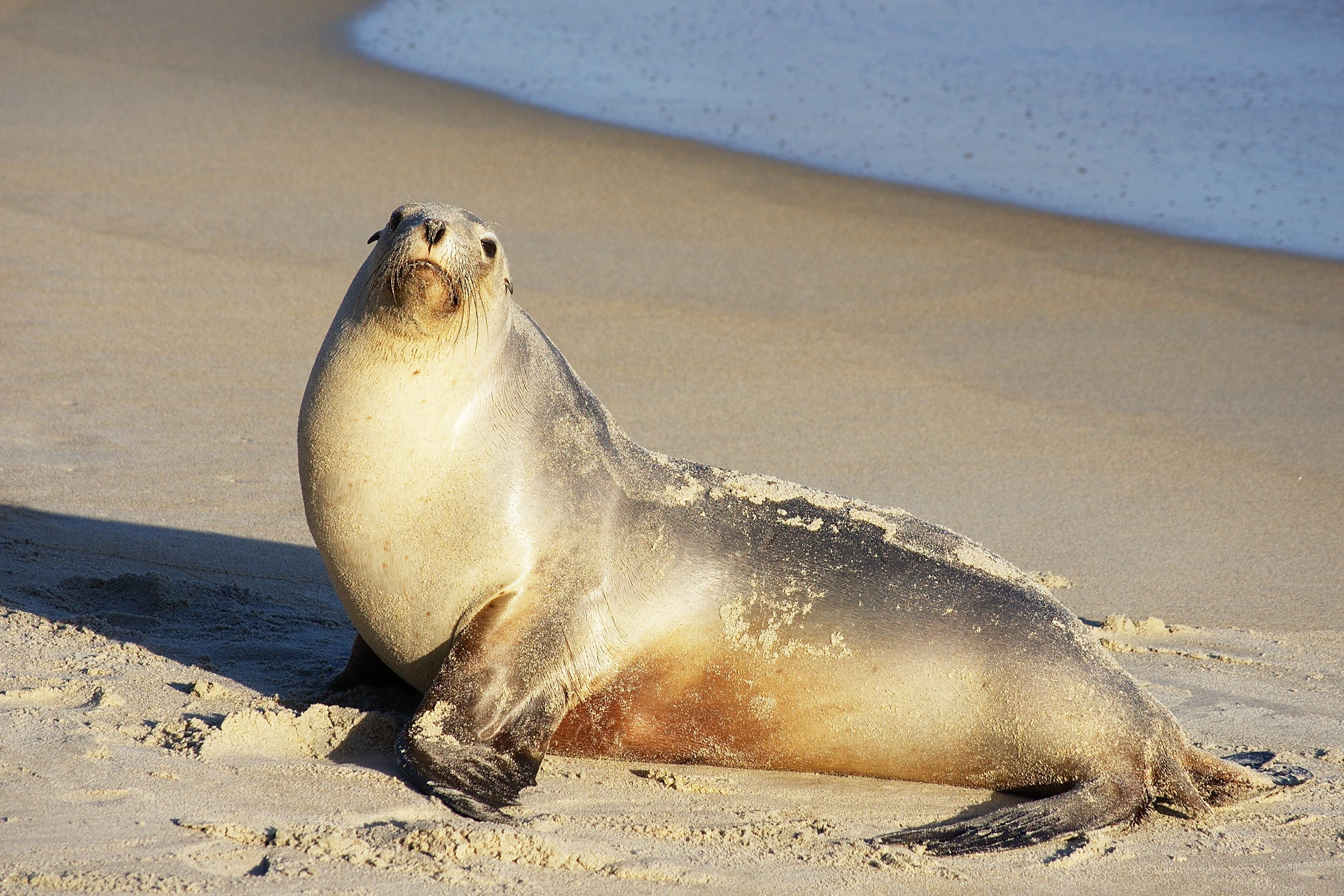
Lachtan novozélandský